# Laurens Hammond
Pour les articles homonymes, voir Hammond.
Laurens Hammond (né le 11 janvier 1895 à Evanston (Illinois), mort le 3 juillet 1973) est un ingénieur et inventeur américain. 
Parmi ses inventions, la plus fameuse est le célèbre Orgue Hammond, ainsi que le premier synthétiseur polyphonique, le Novachord.

## Biographie
Il est né et a passé sa jeunesse à Evanston, près de Chicago (Illinois), et a montré très tôt des capacités techniques. Après la mort de son père William en 1898, il est allé en Europe et particulièrement en France (où il étudie à l'École Alsacienne) avec sa mère Idea, pays où il a développé ses premières inventions. À son retour à Evanston, à l'âge de 14 ans, il parlait couramment le français et l'allemand. À cette époque il avait inventé un système de transmission automatique pour automobiles, qu'il a soumis sans succès au constructeur Renault. Il apprend la mécanique à l'université Cornell et obtient son diplôme en 1916. Il participe à l'American Expeditionary Force à la fin de la guerre de 14-18.

## Inventions
En 1919, il se rend à Détroit dans la Gray Motor Company, et une première invention lui procure assez de revenus pour quitter cette entreprise et se rendre à New York. En 1922, il invente un système de vision en 3D. En 1928, il fonde la Hammond Clock Company, qui produit des horloges électriques jusqu'en 1941. Sa firme connaît des difficultés à la suite de la crise de 1929. En 1933, il achète un piano usagé et entreprend de le démonter complètement. Il a pu ainsi expérimenter différentes méthodes de génération du son. Le comptable assistant de la société, W. L. Lahey, était organiste à l'église voisine et a pu le conseiller lors des différents essais. Grâce à ses expériences de fabrication mécanique et d'ingénierie, il parvient à obtenir les meilleurs résultats avec la roue phonique. Laurens dépose son brevet le 19 janvier 1934. À cette époque, le chômage étant très élevé, le bureau des brevets valide rapidement sa demande dans l'espoir que son invention puisse créer des emplois.
Laurens a reçu la médaille du Franklin Institute en 1940 pour son invention.
La Deuxième Guerre mondiale lui donne d'autres occasions de démontrer sa créativité. Il participe ainsi à la conception d'un système de guidage de missile et d'un gyroscope.
Il se retire de la présidence de son entreprise en 1955 pour consacrer plus de temps à ses idées d'inventions. Il prend sa retraite le 12 février 1960 après avoir déposé 90 brevets.